# Марк Гейгер
Марк Гейгер (англ. Mark Geiger; 25 серпня 1974, Бічвуд, Нью-Джерсі) — американський футбольний арбітр. Арбітр ФІФА з 2008 року. Один з арбітрів чемпіонату світу 2014 року. У вільний від суддівства час працює вчителем математики в школі.

## Кар'єра арбітра
Зайнявся суддівством 1998 року. 2004 року був допущений до суддівства матчів вищої ліги чемпіонату США. З 2008 року, моменту отримання ліцензії ФІФА, судив різні міжнародні матчі під егідою КОНКАКАФ. 2011 року був залучений до суддівства на чемпіонаті світу з футболу серед молодіжних команд в Колумбії, за результатами роботи на турнірі був обраний як головний арбітр фінального поєдинку чемпіонату між збірними Бразилії та Португалії (3:2). Таким чином він став першим арбітром з США, який обслуговував вирішальний поєдинок світового масштабу.
2012 року залучався до суддівства матчів Олімпійського футбольного турніру в Лондоні.
2013 року обслуговував матчі клубного чемпіонату світу та золотого кубка КОНКАКАФ.
На початку 2014 року, після ряду матчів північноамериканського відбіркового турніру до чемпіонату світу 2014 року, обраний одним з арбітрів чемпіонату світу з футболу 2014 року в Бразилії, де відсудив два матчі групового етапу, а також одну гру раунду плей-оф.
У 2015 обраний до числа головних арбітрів Столітнього Кубка Америки 2016.
У червні 2017 обслуговував матчі Кубка конфедерацій, що проходив у Росії.
У липні 2017 обслуговував матчі Золотого кубка КОНКАКАФ 2017.

## Нагороди
- Найкращий молодий арбітр Північної Америки: 2006
- Найкращий арбітр МЛС: 2011